# Trichiorhyssemus bicolor
Trichiorhyssemus bicolor är en skalbaggsart som beskrevs av Clouet 1901. Trichiorhyssemus bicolor ingår i släktet Trichiorhyssemus och familjen Aphodiidae. Inga underarter finns listade i Catalogue of Life.